# フヌー
フヌー （Feneu）は、フランス、ペイ・ド・ラ・ロワール地域圏、メーヌ＝エ＝ロワール県のコミューン。

## 地理
スグレン地方東部にあるアンジューのコミューン。アンジェ人口集塊の周囲にある。

## 人口統計
| 1962年 | 1968年 | 1975年 | 1982年 | 1990年 | 1999年 | 2008年 | 2013年 |
| ------ | ------ | ------ | ------ | ------ | ------ | ------ | ------ |
| 1094   | 1100   | 1208   | 1509   | 1676   | 1799   | 2109   | 2184   |

参照元:1962年から1999年まで人口の2倍カウントなし。1999年までEHESS/Cassini、2004年以降INSEE

## 史跡
- ボワ・デイヤン城 - 1893年にエドモン・ロリユーが建設。
- モントリウ城
- サン・マルタン教会 - ラテン十字型
- ソトレ川の水車

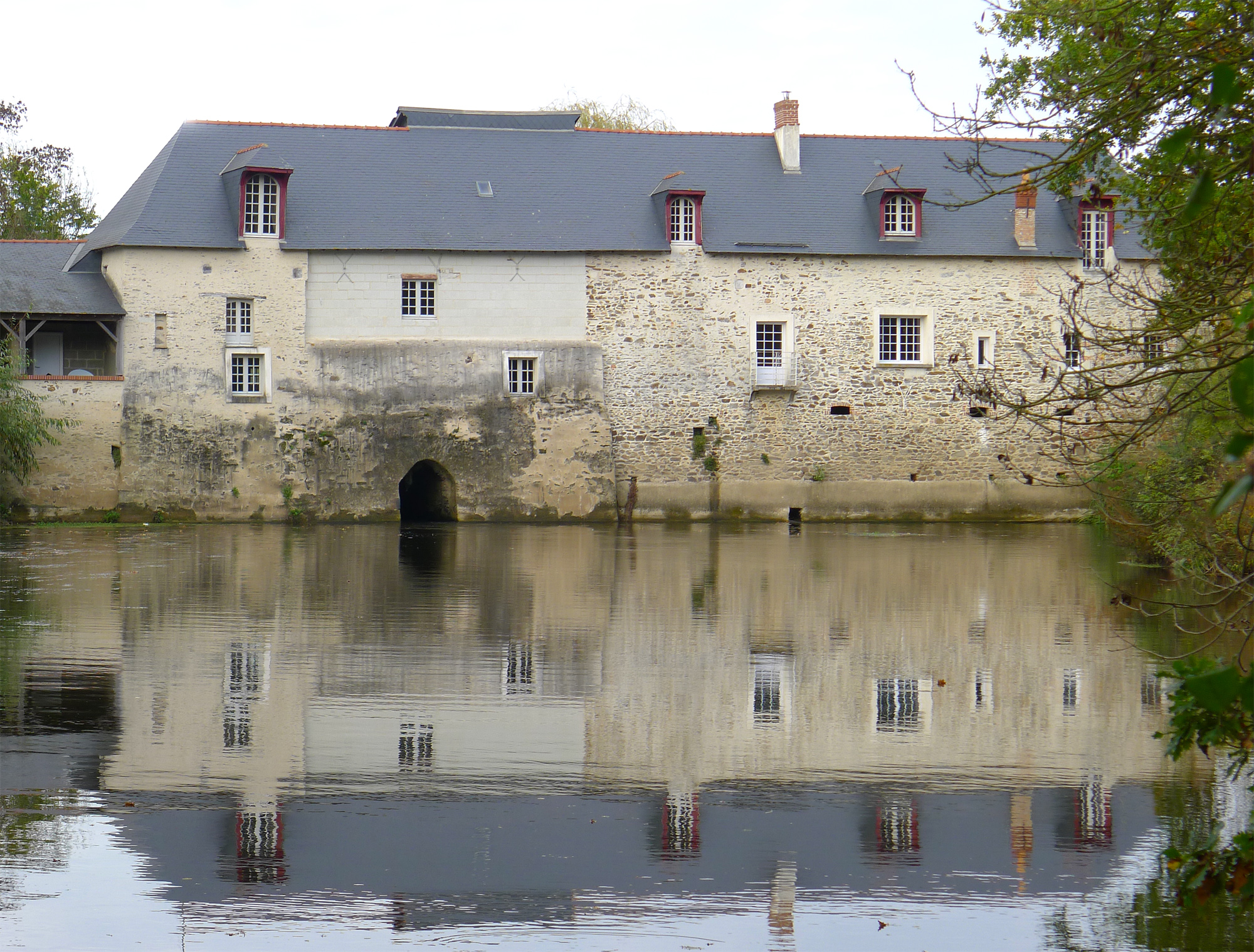
ソトレの水車。マイエンヌ川支流シュイヌ川に面する
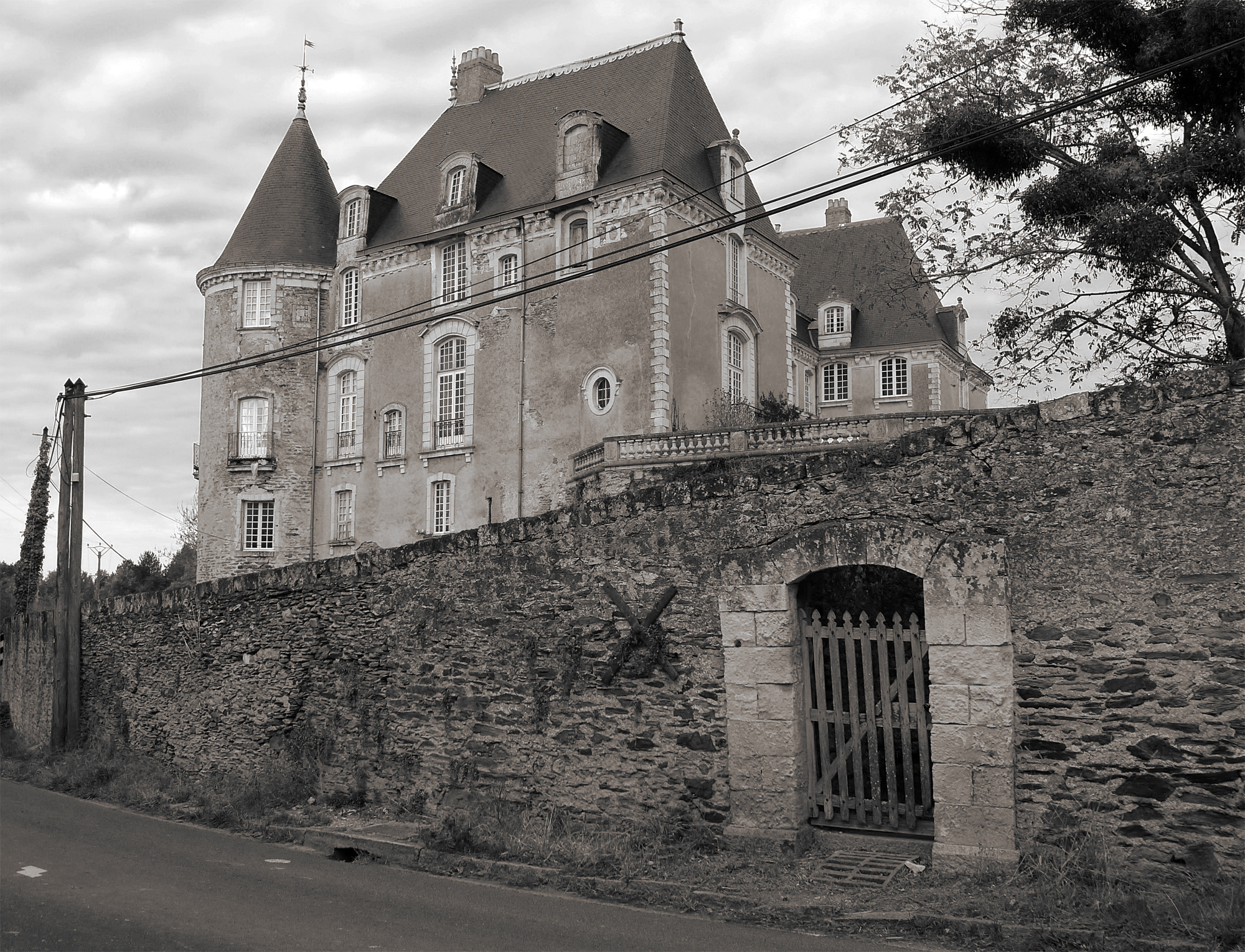
ソトレ城